# Klaus Fuchs

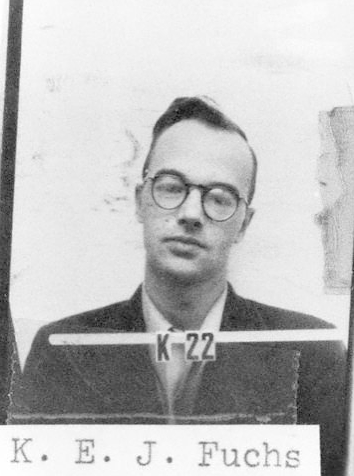
Foto en la ficha de identificación de Klaus Fuchs en Los Álamos.

Emil Julius Klaus Fuchs (Rüsselsheim am Main, 29 de diciembre de 1911-Berlín Oriental, 28 de enero de 1988) fue un físico teórico Alemán. Participó en el Proyecto Manhattan, y posteriormente fue condenado por suministrar, de forma clandestina, datos relativos al desarrollo de la bomba atómica de los Estados Unidos a la Unión Soviética, durante y después de la Segunda Guerra Mundial.
Fuchs fue un científico extremadamente competente, siendo responsable de varios cálculos teóricos relativos a las primeras armas de fisión, así como de los modelos iniciales de la bomba de hidrógeno durante su estancia en el Laboratorio Nacional de Los Álamos.
Juzgado por pasar secretos militares a una nación aliada (todavía la URSS era considerada como aliada de EE. UU.) fue condenado a 14 años de prisión. Tras la condena volvió a Alemania, entonces la República Democrática Alemana, donde siguió trabajando hasta su muerte. Recibió la Orden de la Amistad de los Pueblos por parte de la URSS.

## Biografía

### Temprana edad
Klaus Fuchs nació en Rüsselsheim, Alemania, siendo el tercero de cuatro hijos del pastor luterano Emil Fuchs y su esposa Else Wagner. El padre de Fuchs fue profesor de teología en la Universidad de Leipzig.
Asistió a la Universidad de Leipzig y a la  Universidad de Kiel, en esta última se convirtió en activista político e ingresó en el Partido Socialdemócrata de Alemania y, en 1932, en el Partido Comunista de Alemania. En 1933, luego de un encuentro con los recientemente instalados nazis, partió hacia Francia, y posteriormente, mediante el uso de conexiones familiares, viajó hacia Bristol, Inglaterra. Obtuvo su Doctorado en Física en la Universidad de Bristol en 1937, estudiando bajo tutela de Nevill Mott, y obtuvo un Doctorado en Ciencias en la Universidad de Edimburgo, bajo la tutela de Max Born. Un artículo suyo sobre mecánica cuántica apareció publicado en los Proceedings of the Royal Society en 1936, contribuyendo a que obtuviese un puesto de enseñanza en Edimburgo en 1937.

### Trabajo en tiempo de guerra y espionaje
Al iniciarse la Segunda Guerra Mundial, los ciudadanos alemanes en Gran Bretaña fueron internados, y Fuchs fue puesto en un campo en la Isla de Man, y posteriormente fue trasladado a Quebec, Canadá, desde junio hasta diciembre de 1940. Sin embargo, el profesor Born intervino en favor de Fuchs, haciendo que le liberaran.
A principios de 1941, Fuchs regresó a Edimburgo, donde Rudolf Peierls le propuso trabajar en el programa "Tube Alloys" — el proyecto de investigación de armamento nuclear británico. Un mensaje de la GRU de Londres del 10 de agosto de 1941 es una referencia de la GRU restableciendo contacto con Fuchs. A pesar de las restricciones impuestas en tiempos de guerra, le fue concedida la ciudadanía británica en 1942. Fuchs testificaría luego que, después de la invasión alemana a la Unión Soviética en 1941, comenzó a transmitir secretos militares a la URSS, creyendo que los soviéticos tenían derecho a saber sobre lo que el Reino Unido, y posteriormente los Estados Unidos, estaban trabajando en secreto (Las fechas en las que Fuchs comenzó a pasar información son inconsistentes y varían mucho de acuerdo a las fuentes de información). Fuchs también testificaría que había contactado con un antiguo amigo en el Partido Comunista Alemán, quien lo puso en contacto con alguien en la embajada Soviética en Gran Bretaña.

### Espionaje en EE.UU.
A fines de 1943 Fuchs fue transferido junto con Peierls a la Universidad de Columbia, en Nueva York, para trabajar en el Proyecto Manhattan. Si bien Fuchs era accesorio desde el GRU en Gran Bretaña, su control fue transferido al NKGB cuando se mudó a Nueva York. Desde agosto de 1944 Fuchs trabajó  en la División de Física Teórica del Laboratorio Nacional de Los Álamos, Nuevo México bajo las órdenes de Hans Bethe. Su principal área de competencia fue el problema de implosión del núcleo fisionable de la bomba de plutonio, y en una ocasión le fue dado un trabajo de cálculo que Edward Teller rechazó debido a falta de interés. Fue el autor de varias técnicas para calcular la cantidad de energía de un ensamble fisible (como el aún usado método de Fuchs-Nordheim). Luego, Fuchs también registró una patente junto a John von Neumann describiendo un método para iniciar la fusión en un arma termonuclear con un disparador de implosión. Fue uno de los muchos científicos de Los Álamos presentes en la Prueba Trinity. En Los Álamos, Fuchs prestó en numerosas ocasiones su automóvil a Richard Feynman, quien usó el vehículo para visitar a su moribunda esposa en un sanatorio en  Albuquerque, Nuevo México.
Desde el otoño de 1947 hasta mayo de 1949, Fuchs dio a Aleksandr Feklisov, su oficial de enlace, el principal esbozo teórico para crear una bomba de hidrógeno y los bosquejos iniciales para su desarrollo, según el estado en que se encontraba el proyecto trabajado en Inglaterra y Estados Unidos en 1948 y, además, suministró los resultados de las pruebas de las bombas de plutonio realizadas en el atolón de Eniwetok. Fuchs se encontró con Feklísov en seis ocasiones. 
Fuchs suministró datos clave sobre la producción de Uranio 235. Reveló que la producción de Estados Unidos era de cien kilogramos de U-235 y veinte kilogramos de plutonio por mes. Con estos datos, la Unión Soviética pudo calcular el número de bombas atómicas poseídas por los EEUU y concluir que no estaban preparados para una guerra nuclear hacia fines de la década de 1940 e incluso a principios de la década de 1950. La información dada por Fuchs a la inteligencia soviética coincidía con los reportes provistos por Donald Duart Maclean desde Washington. A partir de esta información, la Unión Soviética sabía que los Estados Unidos  no tenían suficientes armas nucleares para afrontar el bloqueo de Berlín y la victoria de los comunistas en China al mismo tiempo.

### Captura
Fuchs testificó posteriormente que había proporcionado información detallada sobre el proyecto a la Unión Soviética a través de un mensajero, Harry Gold (a quién él conocía como "Raymond"), en 1945 y más información sobre la bomba de hidrógeno entre 1946 y 1947. Fuchs asistió en 1947 a una conferencia del Comité de Política Combinada, un comité creado para facilitar el intercambio de secretos atómicos entre los más altos niveles del gobierno de Estados Unidos, Gran Bretaña y Canadá; Donald Maclean también concurrió como co-secretario británico del comité.
En 1946, cuando Fuchs retornó a Inglaterra y al Establecimiento de Investigación de Energía Atómica en Harwell, fue confrontado por oficiales de inteligencia como resultado del descifrado de los códigos soviéticos conocido como el Proyecto Venona. Bajo un interrogatorio prolongado realizado por el oficial del MI-5, William Skardon, Fuchs confesó en enero de 1950. Además, dijo a los interrogadores que la KGB obtuvo un agente en Berkeley, California, quién informó a la Unión Soviética sobre la investigación de la separación electromagnética del Uranio-235 en 1942 o antes. Fue procesado por Hartley Shawcross y declarado culpable  el 1 de marzo de 1950, el día siguiente fue sentenciado a catorce años en prisión, el máximo posible por pasar secretos militares a una nación aliada. Una semana tras el veredicto, el 7 de marzo, la Unión Soviética publicó una concisa declaración negando que Fuchs hubiera servido como espía soviético.
Las declaraciones de Fuchs a las agencias de inteligencia británicas y estadounidenses fueron empleadas en la implicación de Harry Gold, un testigo clave en los juicios de David Greenglass y de Ethel y Julius Rosenberg en los Estados Unidos.

### Últimos años en Alemania del Este
Tras su confesión, Fuchs fue sentenciado a catorce años en prisión, y le fue quitada su ciudadanía británica, en diciembre de 1950. Suele creerse que Fuchs confesó para evitar la pena de muerte, sin embargo, según al menos uno de sus interrogadores, Fuchs suponía que al confesar podría volver a trabajar en Harwell. Fuchs fue liberado el 23 de junio de 1959, luego de cumplir nueve años y cuatro meses de su sentencia en la prisión de Wakefield. Le fue permitido emigrar a Dresde, entonces en la República Democrática Alemana (Alemania Oriental). Partió de Gran Bretaña casi inmediatamente y vivió en Dresde con su padre y un sobrino. El mismo año, se casó con una amiga de sus años de estudiante, Margarete Keilson.
En Alemania Oriental, Fuchs continuó con su carrera científica, logrando una considerable prominencia. En 1963 tomó un cargo en la Universidad Técnica de Dresde. Fue elegido miembro de la presidencia en la Academia de Ciencias Naturales  y en el comité central del Partido Socialista, luego fue designado subdirector del Instituto de Investigación Nuclear en Rossendorf, donde trabajó hasta retirarse en 1979. Desde 1984 fue director del Consejo Científico de Investigación de Energía y Fundamentos de Microelectrónica. Publicó durante esta época más de 100 artículos científicos, y fue uno de los científicos más sobresalientes de Alemania del Este. Recibió la Orden de Mérito de la Patria y la Orden de Karl Marx. Murió en el año 1988 en Berlín Oriental.

## Valor de sus datos en el proyecto nuclear soviético
El físico Hans Bethe, director de la división técnica del Proyecto Manhattan, dijo en una ocasión que Klaus Fuchs fue el único físico que conoció que realmente cambió la historia.
Debido a la forma en la que el director administrativo del proyecto soviético, Lavrenty Beria, utilizaba la inteligencia extranjera (haciéndola verificar por terceros, en vez de dársela directamente a los científicos ya que, en general, desconfiaba de esta clase de información), se desconoce si la información relacionada con las armas de fisión provista por Fuchs tuvo un impacto sustancial en el proyecto soviético. Además, considerando que el progreso del programa soviético estaba definido en primer lugar por la cantidad de uranio que pudieran producir, es muy difícil para los historiadores determinar con precisión cuánto tiempo ahorró la información de Fuchs a los soviéticos. Algunos científicos soviéticos que trabajaron en el proyecto dijeron que los datos de Fuchs incluso obstaculizaron el trabajo, debido a que Beria insistía en que la primera bomba ("Joe 1") debía parecerse a la bomba de plutonio estadounidense ("Fat Man") tanto como fuera posible, aun cuando los científicos habían descubierto varias mejoras y diferentes diseños para hacer armas más eficientes.
Todavía se debate si la información suministrada por Fuchs relacionada con la bomba de hidrógeno fue realmente útil. La mayoría de los historiadores están de acuerdo con la evaluación realizada por Hans Bethe en 1952, la cual concluyó que, cuando Fuchs abandonó el programa termonuclear — en el verano de 1946 — se sabía muy poco acerca del mecanismo de la bomba de hidrógeno como para que su información tuviera algún uso para la Unión Soviética (el exitoso diseño Teller-Ulam, conocido en Rusia como "la tercera idea de Sájarov" no fue descubierto hasta 1951). Físicos soviéticos declararon más tarde que pudieron ver, al igual que los estadounidenses, que los diseños iniciales propuestos por Fuchs y Edward Teller eran inútiles. Sin embargo, algunos trabajos de archivo realizados por el físico soviético German Goncharov sugirieron que, si bien el trabajo inicial de Fuchs (cuyas copias estaban disponibles para los soviéticos) no ayudó a Norteamérica en sus esfuerzos por lograr una bomba de hidrógeno, estaba mucho más cerca de la solución correcta final de lo que se reconoció en ese tiempo, y que, de hecho, estimuló la investigación soviética hacia problemas útiles que acabaron proporcionando una solución correcta. Dado que la mayor parte del trabajo de Fuchs, incluso la patente de 1946, aún es confidencial en los Estados Unidos, ha sido difícil para los historiadores fundamentar estas conclusiones.